# Курбан
Курбан е жертвоприношение на домашно животно, за да се приготви с него угощение за всички близки и/или съседи, обещано по някакъв повод (оброк).
Най-често курбан се прави след даване на обет: за излекуването на болен, за успешния резултат от някое начинание и подобни. Не е задължително свързан с религиозните убеждения на тези, които го изпълняват – в България това са както мюсюлмани, така и християни.

## Названия
Думата „курбан“ е заемка през турски kurban от арабски: قربان qurbān. „Kорбан“ се среща в книжовния български на XVII в,, както и в днешно време в православен контекст. В книжовния български от XIX в. понякога се среща и „корван“. Тя е сродна с църковнославянските корвана и корванъ, които са заети през гръцки от ивритקָרְבָּן, qorbān (мн.ч. קָרְבָּנוֹת, qorbānot) – производно от корена קרב „приближава“, „съединява“.

## В православието
В православното християнство разбирането за корбан е различно от жертвоприношението в исляма или в юдаизма. За християните този ритуал е отменен и в православието корбанът е „отдаване на дарове за материално и духовно насищане на ближните като акт на благодарност към Бога и измолване на благословението Божие върху всички“. Отчитайки изричната забрана в християнството на подобни жертви, които би трябвало да са заменени с жертвата на Иисус Христос и с причастието, съвременни автори смятат обичаят за зает от исляма през Османската епоха.